# Онон-Борзинське сільське поселення
Оно́н-Бо́рзинське сільське поселення (рос. Онон-Борзинское сельское поселение) — сільське поселення у складі Александрово-Заводського району Забайкальського краю Росії.
Адміністративний центр — село Онон-Борзя.

## Населення
Населення сільського поселення становить 335 осіб (2019; 386 у 2010, 511 у 2002).

## Склад
До складу сільського поселення входять:
| Населений пункт  | Населення, осіб (2002) | Населення, осіб (2010) |
| ---------------- | ---------------------- | ---------------------- |
| Клин, село       | 169                    | 120                    |
| Онон-Борзя, село | 342                    | 266                    |